# (3707) Schröter
(3707) Schröter es un asteroide perteneciente al cinturón de asteroides, descubierto el 5 de febrero de 1934 por Karl Wilhelm Reinmuth desde el Observatorio de Heidelberg-Königstuhl, Alemania.

## Designación y nombre
Designado provisionalmente como 1934 CC. Fue nombrado Schröter en honor al astrónomo alemán Johann Hieronymus Schröter.